# 제품 데이터 관리
제품 데이터 관리(product data management, PDM)는 제품 수명 주기 관리 안에서 제품 데이터의 관리 및 게시에 관한 책임이 있는 비즈니스 기능을 말한다. 소프트웨어 공학에서는 버전 관리로 알려져 있다.

## 개요
제품 데이터 관리는 소프트웨어나 다른 툴(tool)을 사용하여 특정 제품과 관련된 데이터를 추적하고 관리하는 것을 지칭한다. 이러한 데이터는 일반적으로 제품의 기술 사양이나 제조 및 개발을 위한 명세 사항, 그리고 제품을 생산하기 위한 자재의 종류를 포함하며, 회사는 이렇게 수집된 데이터를 이용하여 제품의 제작 및 출시와 관련된 다양한 비용을 추적할 수 있게 된다. 또한 제품 데이터 관리는 제품의 수명주기 관리 및 구성 관리의 한 부분이며, 주로 엔지니어에 의해 사용된다.
제품 데이터 관리의 범위는 보통 제품의 생산과 변경, 그리고 보관 등과 같이 제품에 관련된 모든 정보를 관리하고 추적하는데 주안점을 두고 있다. 이렇게 (하나 또는 그 이상의 파일 서버에) 저장되고 관리되는 정보에는 컴퓨터 지원 설계(CAD) 모델 및 드로잉, 그리고 이와 관련된 문서와 같은 엔지니어링 데이터도 포함된다.
제품 데이터 관리는 관련 프로세스 및 제품의 개발 과정을 위한 지식 창고의 중심 역할을 하며, 제품과 상호 작용하는 모든 비즈니스 사용자들(프로젝트 매니저, 엔지니어, 영업 직원, 바이어, 품질 보증 팀)에게 데이터의 통합 관리 및 정보 교류를 활성화 시켜준다.
중앙 데이터베이스는 또한 파일의 소유자 및 구성 요소의 릴리즈 상태와 같은 메타 데이터를 관리하기도 한다. 이 패키지는 다수의 사용자의 사용자에 대한 제품 데이터의 체크인 및 체크 아웃 관리, 엔지니어 관점에서의 변경 관리, 제품의 모든 버전과 이슈에 대한 관리, 제품 구성 요소의 자재 명세서(BOM) 제작 및 배포를 관리하며, 또한 제품의 변형과 다양성에 대한 관리를 지원한다.
이는 제품 비용 등에 관한 보고를 자동화 할 수 있게 만들어주며, 더 나아가 복잡한 제품을 생산하는 기업이 각각의 제품에 대한 데이터를 전체 제품에 대한 제품 수명 주기 관리(PLM) 프로세스에까지 확장할 수 있게 해 준다. 이를 통해 런치 프로세스의 효율성을 크게 향상시킬 수 있다.
제품 데이터 관리는 제품의 단계에서부터 수명이 다 할때까지의 제품과 서비스에 대한 정보를 수집하고 유지보수 하는데 초점을 맞추고 있다. PDM 모듈에서 관리하는 일반적인 정보는 다음과 같다.
- 부품 번호
- 부품 설명
- 제조 업체 / 공급 업체
- 공급 업체의 부품 번호 및 설명
- 측정 단위
- 비용 / 가격
- 회로도 또는 CAD 도면
- 자재 명세서

## 제품 데이터 관리의 필요성
PDM의 장점
- 제품 관련 데이터에 대한 모든 변경 사항을 추적 및 관리
- 설계 데이터 구성 및 트래킹에 적은 시간 소요
- 제품 설계 데이터의 재사용을 통해 생산성을 향상
- 협력 강화

## PDM의 역사
PDM은 종이에 제품 도면 및 회로도를 작성하고 CAD 도구를 사용하여 부품 목록(자재 명세서, BOM)을 작성하는 기존의 엔지니어링 설계 활동에서 유래한다. PDM 및 BOM 데이터는 회사의 모든 트랜잭션 작업(판매 주문 관리, 구매, 원가 회계, 물류 등)을 계획하고 조정하는 전사적 자원 관리(ERP) 시스템에 사용된다.
PDM은 제품 수명 주기 관리(PLM)의 하위 집합이다. PLM은 신제품을 개발하거나 기존 제품에 대한 변경 사항을 관리하고, 수명이 다한 제품을 폐기시키는 등의 과정을 포함한다.